# Гощ-Чарный
Гощ-Ча́рный (бел. Гошч-Чарны) — деревня в составе Добровского сельсовета Горецкого района Могилёвской области Республики Беларусь.

## Население
- 1999 год — 28 человек
- 2010 год — 23 человека